# Traidenis
Traidenis († 1282) war der Großherzog von Litauen (von 1269 oder 1270 bis 1282). Es wird angenommen, dass er mit König Mindaugas von Litauen verwandt war. Seine Domäne war das Land in der Nähe der Neris (mit der wichtigsten Residenz in Kernavė). Er konsolidierte den Staat, der nach dem Tod von Mindaugas aufgrund des Bürgerkriegs (1263–1269) fiel. In den Jahren 1274–76 beseitigte er während seines Krieges mit Halich und Volyn (dem Fürstentum Galizien-Wolhynien) ihren Einfluss auf den Staat Litauen und annektierte schließlich Schwarzrussland. Er kämpfte auch erfolgreich mit dem Livländischen Orden.
Traidenis war nach Mindaugas und vor Gediminas der berühmteste Herrscher des Großherzogtums Litauen.
Seine Tochter war Gaudemunda Zofia, die Ehefrau von Bolesław II. von Masowien.